# Alex Wissel
Alex Wissel (* 1983 in Aschaffenburg) ist ein deutscher bildender Künstler, der in Düsseldorf lebt und arbeitet. Seine interdisziplinäre Praxis umfasst Zeichnung, Skulptur, Installation, Film, Schauspiel und Bühnenbild.

## Leben und Ausbildung
Wissel studierte von 2003 bis 2010 an der Kunstakademie Düsseldorf bei Rosemarie Trockel. Seine künstlerische Laufbahn begann mit dem Single Club (2011–2012), einem temporären Raum in Düsseldorf, der als Plattform für Performances, Konzerte und Ausstellungen diente. Der Club war auch Schauplatz für den experimentellen Essayfilm Single, den Wissel gemeinsam mit dem Regisseur Jan Bonny realisierte.
Von 2020 bis 2021 war Wissel Gastprofessor für konzeptuelle Malerei an der Kunstakademie Münster.

## Werk und Projekte
- Rheingold (2016–2018): Eine satirische Webserie, die Wissel zusammen mit Jan Bonny entwickelte. Die Serie beleuchtet die Anfänge neoliberale Politik in Deutschland anhand von Verflechtungen zwischen Kunst, Wirtschaft und Politik. Inspiriert ist sie vom Fall des Kunstberaters Helge Achenbach. Die Serie wurde u. a. mit der Volksbühne Berlin produziert.[5][6][7]
- Die Pest (2019): Ausstellung im Kunstverein für die Rheinlande und Westfalen, in der Wissel Düsseldorfer Künstlerfeste und deren nationalistische Untertöne historisch-kritisch untersuchte. Zeichnungen, Skulpturen und Texte kombinierten sich zu einer Reflexion über Kultur und Ideologie.[8][9]
- Der zwanglose Zwang (2025): Ausstellung im Kunstverein Bielefeld, die sich mit Fragmentierung der Öffentlichkeit im digitalen Zeitalter befasste. Zentrale Figur war Jürgen Habermas, dessen Theorie der öffentlichen Sphäre künstlerisch reflektiert wurde.[10][11][12]

## Ausstellungen und Auszeichnungen
Wissels Arbeiten wurden u. a. im Museum Abteiberg Mönchengladbach und im Kunstverein Harburger Bahnhof Hamburg gezeigt. 2021 erhielt er den Landsberg-Preis.